# Le Jardin d'Épicure
Le Jardin d'Épicure est un recueil de textes réunis par Anatole France publié en novembre 1894 par Calmann-Lévy.
Il se compose de pensées de l'auteur publiées dans L'Écho de Paris sous le titre Notes marginales, ainsi que de récits publiés précédemment dans L'Écho de Paris ou Le Temps. Les textes n'ont pas de relations entre eux, toutefois quelques thèmes reviennent régulièrement : l'astronomie, le livre, la religion et la métaphysique.

## Éditions
- Le Jardin d'Épicure, Paris : Calmann-Lévy, 1894.
- Anatole France : Œuvres complètes, Genève : Édito-Service, 1968 (paru avec Le Lys rouge).